# Wajang Purwå, Schaduwtoneel en Wereldbeeld
Wajang Purwå, schaduwtoneel en wereldbeeld was een tentoonstelling in het Museum voor Land- en Volkenkunde in Rotterdam die te zien was van winter 1967 tot winter 1968.
De tentoonstelling behandelde uitgebreid het Javaanse schaduwtoneel, wajang, waarbij de poppenspeler, dalang, scènes opvoert met platte poppen van beschilderd buffelperkament tegen een door een olielamp verlicht wit scherm. Hoe groot de tentoonstelling precies was, hoeveel objecten waren tentoongesteld en van wie, is aan de hand van de begeleidende publicatie - eerder een inleiding tot de wajang in het algemeen dan een catalogus bij het tentoongestelde - niet op te maken. Het katern met zwart-witfoto's van poppen en situaties achterin vermeldt van de collectiestukken de eigen inventarisnummers en die van het KIT (Koninklijk Instituut voor de Tropen), wat waarschijnlijk maakt dat het Tropenmuseum de enige bruikleengever was.
De begeleidende publicatie was van de hand van een van de conservatoren van het museum. Dit tamelijk eenvoudig uitgevoerde boek werd ruim dertig jaar later sterk bewerkt en aangevuld met kleurenfoto's en glossy uitgegeven in het Engels: Shadow Theatre in Java; The Puppets, Performance and Repertoire (Amsterdam and Singapore: The Pepin Press, 1999).

## Catalogus
- Alit M.L.R. Djajasoebrata, Wajang Purwå, schaduwtoneel en wereldbeeld. Rotterdam: Museum voor Land- en Volkenkunde, 1967